# Wolfgang Dörich
Wolfgang Dörich (* 2. Mai 1918 in Wien; † 1. Januar 1993 in München) war ein österreichischer Schauspieler bei Bühne, Film und Fernsehen sowie ein Theaterregisseur.

## Leben und Wirken
Dörich, Sohn des Opernsängers und Oberregisseurs Theodor Dörich und der Kammersängerin Josefine Reich, besuchte die Oberrealschule, ehe er 1935 abging. In diesem Jahr, zu Beginn seiner zweijährigen Schauspielausbildung am Max Reinhardt Seminar in Wien, gab Wolfgang Dörich sein Bühnendebüt mit dem Dr. Purgon in Molières Der eingebildete Kranke am Schönbrunner Schloßtheater. Von 1936 bis 1938 trat er während der Salzburger Festspiele auf. Nach dem Ende seiner Ausbildung führte ihn eine Verpflichtung in seiner ersten Spielzeit 1937/38 im Rollenfach „jugendlicher Held“ und „Liebhaber“ an das Stadttheater Troppau. Von 1938 bis 1940 war Dörich im Tiroler Landestheater Innsbruck beschäftigt und wurde dort auch als Operettenbuffo eingesetzt. Zu seinen bekanntesten Rolle dort zählte der Mortimer in Schillers Maria Stuart. Von 1940 bis 1944 gehörte Dörich dem Ensemble des Stadttheaters von Teplitz-Schönau an. Hier übernahm er nicht nur die Titelrollen in Goethes Clavigo, Kleists Prinz Friedrich von Homburg und Hebbels Gyges und sein Ring, sondern er durfte auch erstmals als Regisseur (beim Stück Das letzte Abenteuer) arbeiten. Die letzte Spielzeit vor Kriegsende 1945 führte Wolfgang Dörich an das Stadttheater von Mährisch-Ostrau.
Nach der Wiedererstehung der Tschechoslowakei musste Dörich aus dem Land fliehen und fand sich in seiner Heimatstadt Wien ein, wo er ab 1946 bis 1952 sowohl als Schauspieler als auch als Regisseur an verschiedenen Bühnen (wie dem Renaissance-Theater) wirkte. In dieser Zeit folgten auch erste Angebote für kleine Rollen im Film. Dennoch blieb Dörich viele Jahre lang primär ein Mann des Theaters, ging auf Tourneen und wirkte von 1952 bis 1954 an den Vereinigten Bühnen Graz sowie in der Spielzeit 1954/55 als Oberspielleiter des Schauspiels und als Schauspieler am Stadttheater Klagenfurt. In den Jahren 1955 bis 1959 gehörte Dörich dem Stadttheater St. Gallen an und war auch dort als Schauspieler wie als Regisseur aktiv. Dort spielte er in etwa 30 Inszenierungen: Dörich war der Sekretär Thomas Schmitt in dem musikalischen Lustspiel Ein Engel namens Schmitt, der Petruchio in Shakespeares Der Widerspenstigen Zähmung, der Marinelli in Lessings Emilia Galotti und Der Lügner im gleichnamigen Goldoni-Stück. Außerdem sah man ihn dort als Narr in Shakespeares Was ihr wollt und als Knieriem in Nestroys Der böse Geist Lumpazivagabundus. St. Gallen gab ihm überdies die Möglichkeit, mehr als 20 Theaterstücke zu inszenieren (Verneuils Staatsaffäre, Dürrenmatts Ein Engel kommt nach Babylon und Der Besuch der alten Dame, Shaws Caesar und Cleopatra, Schillers Don Carlos und Maria Stuart, Nashs Der Regenmacher und Borcherts Draußen vor der Tür). Dörich stellte außerdem Operetten und Opern auf die Beine, darunter Kleiner Schwindel in Paris von Robert Stolz.
In den 1960er Jahren setzte Wolfgang Dörich seine Theaterarbeit in der Bundesrepublik Deutschland fort. Er fand Beschäftigung in München am Intimen Theater, der Tribüne, der Kleinen Komödie und an der Kammeroper. Weitere Verpflichtungen brachten ihn zu den Gandersheimer Domfestspielen sowie ans Theater an der Berliner Allee in Düsseldorf, die Luisenburg-Festspiele Wunsiedel, die Bad Hersfelder Festspiele sowie als Regisseur ans Stadttheater St. Pölten. 1972/73 ging er mit der Schauspieltruppe Zürich auf Tournee. In diesen Jahren stand Wolfgang Dörich auch häufig vor der Kamera und wirkte in einer beträchtlichen Anzahl an Fernsehproduktionen mit. Dort waren die Rollen jedoch eher klein, und man sah Dörich zumeist als arrivierte Respektsperson wie etwa als Anwalt, als Ingenieur, als Offizier oder als Arzt. Seine Mitwirkung in einem Tatort bedeutete 1981 zugleich seine letzte Rolle vor der Kamera.

## Filmografie
- 1950: Der keusche Adam
- 1951: Valentins Sündenfall
- 1953: Ein tolles Früchtchen
- 1963: Elf Jahre und ein Tag
- 1964: Die Verbrecher
- 1964: Sergeant Dower muß sterben
- 1965: Wolken am Himmel
- 1965: Die fünfte Kolonne (TV-Serie, erste Folge)
- 1966: Flieger Ross
- 1966: Rette sich wer kann oder Die Dummheit siegt überall
- 1967: Kurzer Prozeß
- 1977: Achsensprung
- 1979: Protokoll eines Verdachts
- 1981: Tatort: Das Lederherz